# Persone di nome Felice
| Questa pagina contiene informazioni ricavate automaticamente dalle voci biografiche con l'ausilio del template Bio e di un bot. L'aggiornamento è periodico e automatico e ricostruisce completamente la pagina. Se manca una persona in questa lista, sei pregato di non aggiungerla, ma accertati piuttosto che la sua voce biografica contenga il template Bio e che i dati anagrafici siano correttamente compilati. Se il template Bio manca, inseriscilo tu stesso o, in alternativa, metti l'avviso {{tmp\|Bio}} che ne segnala la mancanza. Se i dati riportati sono sbagliati, correggi direttamente la voce biografica; le modifiche saranno visibili in questa lista entro pochi giorni. Per chiarimenti vedi il progetto antroponimi. La lista contiene solo le 317 persone che sono citate nell'enciclopedia e per le quali è stato implementato correttamente il template Bio. Pagina aggiornata al 6 ago 2025. |

Questa è una lista di persone presenti nell'enciclopedia che hanno il nome Felice, suddivise per attività principale.

## Allenatori di calcio(5)
- Felice Arienti, allenatore di calcio e calciatore italiano (Desio, n. 1917 - Desio, † 2001)
- Felice Borel, allenatore di calcio e calciatore italiano (Nizza, n. 1914 - Torino, † 1993)
- Felice Mancini, allenatore di calcio e ex calciatore italiano (Roma, n. 1965)
- Felice Mazzù, allenatore di calcio e ex calciatore italiano (Charleroi, n. 1966)
- Felice Secondini, allenatore di calcio e ex calciatore italiano (Cerro Maggiore, n. 1953)

## Allenatori di calcio a 5(1)
- Felice Mastropierro, allenatore di calcio a 5 e ex giocatore di calcio a 5 italiano (Milano, n. 1976)

## Ammiragli(1)
- Felice Napoleone Canevaro, ammiraglio e politico italiano (Lima, n. 1838 - Venezia, † 1926)

## Antifasciste(1)
- Felice Schragenheim, antifascista tedesca (Berlino, n. 1922 - Bergen, † 1944)

## Arbitri di calcio(2)
- Felice Borda, arbitro di calcio italiano (Torino, n. 1889 - Torino, † 1921)
- Felice Rovida, arbitro di calcio italiano (Milano, n. 1897 - Milano, † 1955)

## Archeologi(2)
- Felice Barnabei, archeologo e politico italiano (Castelli, n. 1842 - Roma, † 1922)
- Felice Caronni, archeologo, numismatico e incisore italiano (Monza, n. 1747 - Milano, † 1815)

## Architetti(2)
- Felice Francolini, architetto e ingegnere italiano (Firenze, n. 1809 - Firenze, † 1896)
- Felice della Greca, architetto italiano (Roma, n. 1625 - Roma, † 1677)

## Arcivescovi(1)
- Felice, arcivescovo italiano (Ravenna, † 724)

## Arcivescovi cattolici(7)
- Felice Accrocca, arcivescovo cattolico italiano (Cori, n. 1959)
- Felice Cece, arcivescovo cattolico italiano (Cimitile, n. 1936 - Castellammare di Stabia, † 2020)
- Felice Gialdini, arcivescovo cattolico italiano (Pescia, n. 1825 - Roma, † 1903)
- Felice Regano, arcivescovo cattolico italiano (Andria, n. 1786 - Catania, † 1861)
- Felice Solazzo Castriotta, arcivescovo cattolico italiano (Corigliano Calabro, n. 1680 - Roma, † 1755)
- Felice Tiranni, arcivescovo cattolico italiano (Cagli, n. 1508 - † 1578)
- Felice Trofino, arcivescovo cattolico italiano (Bologna - † 1527)

## Artigiani(2)
- Felice Gori, artigiano italiano († 1846)
- Felice Riccò, artigiano e fotografo italiano (Modena, n. 1817 - Modena, † 1894)

## Artiste marziali miste(1)
- Felice Herrig, artista marziale mista e kickboxer statunitense (Buffalo Grove, n. 1984)

## Artisti(1)
- Felice Tagliaferri, artista e scultore italiano (Carlantino, n. 1969)

## Astronomi(1)
- Felice Sabatelli, astronomo e matematico italiano (Melfi, n. 1710 - Napoli, † 1786)

## Attori(6)
- Felice Andreasi, attore e cabarettista italiano (Torino, n. 1928 - Cortazzone, † 2005)
- Felice Girola, attore e regista italiano (Londra, n. 1881 - Roma, † 1960)
- Felice Invernici, attore e doppiatore italiano (Bergamo, n. 1961)
- Felice Minotti, attore italiano (Milano, n. 1887 - Torino, † 1963)
- Felice Orlandi, attore statunitense (Avezzano, n. 1925 - Burbank, † 2003)
- Felice Romano, attore italiano (Poggibonsi, n. 1900 - Roma, † 1959)

## Attori teatrali(1)
- Felice Musazzi, attore teatrale, commediografo e regista teatrale italiano (San Lorenzo, n. 1921 - Legnano, † 1989)

## Attrici(1)
- Felice Schachter, attrice statunitense (New York, n. 1963)

## Avvocati(5)
- Felice Berruti, avvocato e patriota italiano (Asti, n. 1771 - Asti, † 1797)
- Felice Besostri, avvocato e politico italiano (Zevio, n. 1944 - Milano, † 2024)
- Felice Caivano, avvocato, linguista e scrittore italiano (Crotone, n. 1852 - Napoli, † 1923)
- Felice Cardente, avvocato, politico e patriota italiano (Marzano Appio, n. 1816 - Marzano Appio, † 1865)
- Felice Lioy, avvocato e politico italiano (Terlizzi, n. 1743 - Vicenza, † 1826)

## Baritoni(2)
- Felice Schiavi, baritono italiano (Arcore, n. 1931 - Arcore, † 2019)
- Felice Varesi, baritono italiano (Calais, n. 1813 - Milano, † 1889)

## Botanici(1)
- Felice Viali, botanico, letterato e abate italiano (Padova, n. 1637 - Padova, † 1722)

## Calciatori(23)
- Felice Barbetta, ex calciatore italiano (Bolzano, n. 1937)
- Felice Barile, calciatore italiano (Vercelli, n. 1889)
- Felice Berardo, calciatore e arbitro di calcio italiano (Torino, n. 1888 - Torino, † 1956)
- Felice Cerri, calciatore italiano (Sant'Angelo Lodigiano, n. 1920 - Lodi, † 2016)
- Felice Como, calciatore italiano (Desio, n. 1920)
- Felice Corna, calciatore italiano († 1962)
- Felice Costa, calciatore italiano (Tigliole, n. 1899 - Torino, † 1951)
- Felice Crocco, calciatore italiano (Lima, n. 1890 - Genova, † 1976)
- Felice Evacuo, ex calciatore italiano (Pompei, n. 1982)
- Felice Foglia, ex calciatore italiano (Nola, n. 1977)
- Felice Garzilli, ex calciatore italiano (Trani, n. 1958)
- Felice Gasperi, calciatore italiano (Bologna, n. 1903 - Città Sant'Angelo, † 1982)
- Felice Mariani, calciatore e allenatore di calcio italiano (Caronno Pertusella, n. 1918 - Milano, † 1997)
- Felice Martinelli, calciatore svizzero (Lugano, n. 1904)
- Felice Milano, calciatore italiano (Valentano, n. 1891 - Zagora, † 1915)
- Felice Piccolo, ex calciatore italiano (Pomigliano d'Arco, n. 1983)
- Felice Pizzi, calciatore italiano
- Felice Prosdocimi, calciatore italiano (n. 1896)
- Felice Pulici, calciatore, allenatore di calcio e dirigente sportivo italiano (Sovico, n. 1945 - Roma, † 2018)
- Felice Renoldi, calciatore e allenatore di calcio italiano (Saronno, n. 1914 - Saronno, † 2003)
- Felice Resta, ex calciatore italiano (Sartirana Lomellina, n. 1928)
- Felice Romano, calciatore e allenatore di calcio argentino (Buenos Aires, n. 1894 - Reggio Emilia, † 1971)
- Felice Soldini, calciatore svizzero (n. 1915 - † 1971)

## Canottieri(1)
- Felice Fanetti, canottiere italiano (Campodolcino, n. 1914 - Cremona, † 1974)

## Cantanti(1)
- Felice Chiusano, cantante e batterista italiano (Fondi, n. 1922 - Milano, † 1990)

## Cardinali(3)
- Felice Cavagnis, cardinale italiano (Bordogna, n. 1841 - Roma, † 1906)
- Felice Centini, cardinale e vescovo cattolico italiano (Ascoli Piceno, n. 1562 - Macerata, † 1641)
- Felice Rospigliosi, cardinale italiano (Pistoia, n. 1639 - Roma, † 1688)

## Ceramisti(1)
- Felice Clerici, ceramista italiano (Milano - Milano, † 1780)

## Chimici(1)
- Felice Garelli, chimico italiano (Fossano, n. 1869 - Torino, † 1936)

## Ciclisti su strada(5)
- Felice Galazzi, ciclista su strada italiano (Busto Arsizio, n. 1882 - Busto Arsizio, † 1949)
- Felice Gimondi, ciclista su strada, pistard e dirigente sportivo italiano (Sedrina, n. 1942 - Giardini-Naxos, † 2019)
- Felice Gremo, ciclista su strada italiano (Torino, n. 1901 - Santena, † 1994)
- Felice Puttini, ex ciclista su strada e dirigente sportivo svizzero (Sorengo, n. 1967)
- Felice Salina, ex ciclista su strada italiano (Pioltello, n. 1946)

## Compositori(7)
- Felice Alessandri, compositore italiano (n. 1747 - Casinalbo, † 1798)
- Felice Anerio, compositore italiano (Narni, n. 1560 - Roma, † 1614)
- Felice Blangini, compositore italiano (Torino, n. 1781 - Parigi, † 1841)
- Felice Boghen, compositore, pianista e musicologo italiano (Venezia, n. 1869 - Firenze, † 1945)
- Felice Di Stefano, compositore italiano (Arpino, n. 1915 - Roma, † 1994)
- Felice Lattuada, compositore e direttore d'orchestra italiano (Morimondo, n. 1882 - Milano, † 1962)
- Felice Montagnini, compositore e direttore d'orchestra italiano (Torino, n. 1902 - Roma, † 1966)

## Criminali(1)
- Felice Maniero, criminale italiano (Campolongo Maggiore, n. 1954)

## Critici letterari(2)
- Felice Cameroni, critico letterario e giornalista italiano (Milano, n. 1844 - Milano, † 1913)
- Felice Del Beccaro, critico letterario, paroliere e italianista italiano (Lucca, n. 1909 - Lucca, † 1989)

## Diplomatici(2)
- Felice Benuzzi, diplomatico, scrittore e alpinista italiano (Vienna, n. 1910 - Roma, † 1988)
- Felice Catalano di Melilli, diplomatico italiano (Catania, n. 1914 - † 2003)

## Direttori di banda(1)
- Felice Vinatieri, direttore di banda, compositore e militare italiano (Torino, n. 1834 - Yankton, † 1891)

## Dirigenti sportivi(1)
- Felice Centofanti, dirigente sportivo, personaggio televisivo e ex calciatore italiano (Teramo, n. 1969)

## Economisti(2)
- Felice Guarneri, economista, dirigente d'azienda e politico italiano (Pozzaglio ed Uniti, n. 1882 - Roma, † 1955)
- Felice Pizzuti, economista italiano (Roma, n. 1950)

## Editori(1)
- Felice Le Monnier, editore italiano (Verdun, n. 1806 - Firenze, † 1884)

## Farmacisti(1)
- Felice Passera, farmacista e scrittore italiano (Bergamo, n. 1610 - † 1702)

## Filosofi(3)
- Felice Balbo, filosofo italiano (Torino, n. 1913 - Roma, † 1964)
- Felice Cimatti, filosofo italiano (Roma, n. 1959)
- Felice Tocco, filosofo e storico della filosofia italiano (Catanzaro, n. 1845 - Firenze, † 1911)

## Fisici(1)
- Felice Fontana, fisico, anatomista e biologo italiano (Pomarolo, n. 1730 - Firenze, † 1805)

## Fotografi(2)
- Felice Andreis, fotografo e chimico italiano (Torino, n. 1907 - Giuncarico, † 2015)
- Felice Beato, fotografo italiano (Venezia - Firenze, † 1909)

## Francescani(3)
- Felice Antonio Arconati, francescano e compositore italiano (Saronno)
- Felice Virgilio di Virgilio, francescano e storico italiano (Pollutri, n. 1934 - Paganica, † 2010)
- Felice di Nicosia, francescano italiano (Nicosia, n. 1715 - Nicosia, † 1787)

## Funzionari(2)
- Felice, funzionario romano (Roma)
- Felice Ferrari Pallavicino, prefetto e politico italiano (Roma, n. 1878 - Roma, † 1950)

## Generali(6)
- Felice Avogadro di Quinto, generale italiano (Vercelli, n. 1844 - Roma, † 1907)
- Felice Coralli, generale e politico italiano (Casteggio, n. 1866 - Pianoro, † 1944)
- Felice Corniola, generale bizantino
- Felice De Chaurand, generale e agente segreto italiano (Chiavari, n. 1857 - Sforzatica, † 1944)
- Felice Porro, generale e aviatore italiano (Pavia, n. 1891 - † 1975)
- Felice Tua, generale italiano (Cuneo, n. 1912 - Viareggio, † 1973)

## Geologi(1)
- Felice Ippolito, geologo e ingegnere italiano (Napoli, n. 1915 - Roma, † 1997)

## Gesuiti(1)
- Felice Grossi Gondi, gesuita e archeologo italiano (Roma, n. 1860 - Roma, † 1923)

## Giornalisti(7)
- Felice Anzi, giornalista italiano (Verona, n. 1869 - Milano, † 1958)
- Felice Cappa, giornalista, autore televisivo e regista italiano (Rionero in Vulture, n. 1963)
- Felice Cavallaro, giornalista, saggista e drammaturgo italiano (Grotte, n. 1949)
- Felice Govean, giornalista italiano (Racconigi, n. 1819 - Alpignano, † 1898)
- Felice Laudadio, giornalista e scrittore italiano (Mola di Bari, n. 1944)
- Felice Platone, giornalista, politico e antifascista italiano (Azzano d'Asti, n. 1899 - Roma, † 1955)
- Felice Scandone, giornalista, aviatore e dirigente sportivo italiano (Napoli, n. 1901 - Marsa Matruh, † 1940)

## Giuristi(2)
- Felice Battaglia, giurista e filosofo italiano (Palmi, n. 1902 - Bologna, † 1977)
- Felice Tribolati, giurista, avvocato e letterato italiano (Pontedera, n. 1834 - Pisa, † 1898)

## Imprenditori(10)
- Felice Bensa, imprenditore e politico italiano (Genova, n. 1878 - Genova, † 1963)
- Felice Borghese, imprenditore e politico italiano (Roma, n. 1851 - Roma, † 1933)
- Felice Borroni, imprenditore e filantropo italiano (Lesa, n. 1761 - Lesa, † 1840)
- Felice Colombo, imprenditore e dirigente sportivo italiano (Bellusco, n. 1937)
- Felice D'Errico, imprenditore e politico italiano (Capua, n. 1829 - Napoli, † 1901)
- Felice Franzi, imprenditore italiano (Viggiù, n. 1841 - Milano, † 1918)
- Felice Gajo, imprenditore e politico italiano (Canegrate, n. 1861 - Parabiago, † 1935)
- Felice Grondona, imprenditore italiano (Milano, n. 1821 - Lesmo, † 1902)
- Felice Riva, imprenditore e dirigente sportivo italiano (Legnano, n. 1935 - Forte dei Marmi, † 2017)
- Felice Saladini, imprenditore e dirigente sportivo italiano (Lamezia Terme, n. 1984)

## Incisori(1)
- Felice Polanzani, incisore italiano (Noale, n. 1700 - Roma, † 1783)

## Ingegneri(4)
- Felice Corini, ingegnere e politico italiano (Parma, n. 1889 - Pegli, † 1946)
- Felice De Stefano, ingegnere navale e dirigibilista italiano (Solofra, n. 1889 - Roma, † 1925)
- Felice Giordano, ingegnere, geologo e alpinista italiano (Torino, n. 1825 - Vallombrosa, † 1892)
- Felice Matteucci, ingegnere e inventore italiano (Lucca, n. 1808 - Capannori, † 1887)

## Insegnanti(1)
- Leo Buscaglia, docente e saggista statunitense (Los Angeles, n. 1924 - Glenbrook, † 1998)

## Ittiologi(1)
- Felice Supino, ittiologo italiano (Pisa, n. 1870 - Padova, † 1946)

## Latinisti(1)
- Felice Ramorino, latinista, saggista e traduttore italiano (Mondovì, n. 1852 - Firenze, † 1929)

## Letterati(1)
- Felice Valentino, letterato e giurista italiano (Reggio Calabria, n. 1816 - Reggio Calabria, † 1901)

## Librettisti(1)
- Felice Romani, librettista, poeta e critico musicale italiano (Genova, n. 1788 - Moneglia, † 1865)

## Magistrati(2)
- Felice Casson, ex magistrato, politico e saggista italiano (Chioggia, n. 1953)
- Felice Scermino, magistrato e politico italiano (Cava de' Tirreni, n. 1939)

## Matematici(3)
- Felice Luigi Balassi, matematico e presbitero italiano (Forlì, n. 1723 - † 1809)
- Felice Casorati, matematico italiano (Pavia, n. 1835 - Casteggio, † 1890)
- Felice Chiò, matematico e politico italiano (Palazzolo Vercellese, n. 1813 - Torino, † 1871)

## Medici(3)
- Felice Brunetti, medico, calciatore e arbitro di calcio italiano (Castello di Annone, n. 1889 - Torino, † 1967)
- Felice Perussia, medico italiano (Milano, n. 1885 - Milano, † 1959)
- Felice Santini, medico, militare e politico italiano (Roma, n. 1850 - Roma, † 1922)

## Militari(9)
- Felice Chiarle, militare italiano (Peschiera del Garda, n. 1871 - Trambileno, † 1916)
- Felice La Sala, militare italiano (Contursi, n. 1919 - Povla, † 1940)
- Felice Lodron, militare italiano (n. 1537 - † 1584)
- Felice Mazzetti, militare e aviatore italiano (San Urbano, n. 1897 - † 1943)
- Felice Racagni, militare e politico italiano (Torino, n. 1839 - Torino, † 1919)
- Felice Sismondo, militare e politico italiano (Costigliole d'Asti, n. 1836 - Asti, † 1912)
- Felice Stroppiana, militare italiano (Bra, n. 1915 - Monastirchina, † 1942)
- Felice Trizio, militare italiano (Altamura, n. 1889 - Valle Drino, † 1940)
- Felice Trojani, ufficiale, ingegnere e esploratore italiano (Roma, n. 1897 - Rho, † 1971)

## Missionari(1)
- Felice Ambrogio Guerra Fezia, missionario e arcivescovo cattolico italiano (Volpedo, n. 1866 - Gaeta, † 1957)

## Monaci cristiani(1)
- Felice Casati, monaco cristiano italiano (Milano, n. 1581 - Livorno, † 1656)

## Musicologi(1)
- Felice Todde, musicologo italiano (Cagliari, n. 1945)

## Nobildonne(1)
- Felice della Rovere, nobildonna italiana (Roma, n. 1483 - Roma, † 1536)

## Nobili(6)
- Felice Carretto, nobile italiano
- Felice Cordero di Pamparato, nobile, militare e partigiano italiano (Torino, n. 1919 - Giaveno, † 1944)
- Felice Mondella, nobile, medico e filosofo italiano (Milano, n. 1928 - Milano, † 2008)
- Felice Pastore, nobile italiano (Palermo, n. 1786 - Palermo, † 1862)
- Felice Piovene, nobile, politico e dirigente sportivo italiano (Vicenza, n. 1833 - Brendola, † 1903)
- Felice Rignon, nobile e politico italiano (Torino, n. 1829 - Torino, † 1914)

## Notai(1)
- Felice Contu, notaio e politico italiano (Mogoro, n. 1927 - † 2023)

## Organari(1)
- Felice Piccaluga, organaro italiano (Genova, n. 1740 - Genova, † 1775)

## Organisti(1)
- Felice Frasi, organista e compositore italiano (Piacenza, n. 1806 - Vercelli, † 1879)

## Pallanuotisti(1)
- Felice Virno, pallanuotista e chirurgo italiano (Roma, n. 1930 - Roma, † 2020)

## Pallonisti(1)
- Felice Bertola, pallonista italiano (Gottasecca, n. 1944)

## Papi(3)
- Papa Felice I, papa, vescovo e santo romano (Roma - Roma, † 274)
- Papa Felice III, papa, vescovo e santo romano (Roma - Roma, † 492)
- Papa Felice IV, papa, vescovo e santo italiano (Sannio - Roma, † 530)

## Partigiani(5)
- Felice Cascione, partigiano e medico italiano (Porto Maurizio, n. 1918 - Alto, † 1944)
- Aldo Felice Casotti, partigiano italiano (Gorfigliano, n. 1929 - valle dell'Aronchio, Oltrepò Pavese, † 1944)
- Felice Cenacchio, partigiano italiano (Carrù, n. 1926 - Rocca Cigliè, † 1944)
- Felice Chilanti, partigiano, giornalista e scrittore italiano (Ceneselli, n. 1914 - Roma, † 1982)
- Felice Lacerra, partigiano italiano (Sesto San Giovanni, n. 1927 - Cibeno, † 1944)

## Patrioti(3)
- Felice Argenti, patriota italiano (Viggiù, n. 1802 - San Francisco, † 1861)
- Felice Bisleri, patriota, chimico e imprenditore italiano (Gerolanuova, n. 1851 - San Pellegrino Terme, † 1921)
- Felice Mastrangelo, patriota italiano (Montalbano Jonico, n. 1773 - Napoli, † 1799)

## Pediatri(1)
- Felice Paradiso, pediatra italiano (Acireale, n. 1896 - Aci Trezza, † 1973)

## Piloti automobilistici(2)
- Felice Bonetto, pilota automobilistico italiano (Manerbio, n. 1903 - Silao de la Victoria, † 1953)
- Felice Nazzaro, pilota automobilistico italiano (Monteu da Po, n. 1881 - Torino, † 1940)

## Pittori(25)
- Felice Barazzutti, pittore italiano (Gemona del Friuli, n. 1857 - Udine, † 1932)
- Felice Barucco, pittore italiano (Torino, n. 1830 - Valperga, † 1906)
- Felice Biella, pittore italiano (Milano, n. 1702 - † 1786)
- Felice Boscaratti, pittore italiano (Verona, n. 1721 - Venezia, † 1807)
- Felice Boselli, pittore italiano (Piacenza, n. 1650 - Parma, † 1732)
- Felice Brusasorzi, pittore italiano (Verona, n. 1539 - Verona, † 1605)
- Felice Campi, pittore italiano (Mantova, n. 1746 - Mantova, † 1817)
- Felice Cappelletti, pittore italiano (Verona, n. 1656 - † 1738)
- Felice Carena, pittore italiano (Torino, n. 1879 - Venezia, † 1966)
- Felice Casorati, pittore, incisore e designer italiano (Novara, n. 1883 - Torino, † 1963)
- Felice Castegnaro, pittore italiano (Montebello Vicentino, n. 1872 - Zero Branco, † 1958)
- Felice Damiani, pittore italiano (Gubbio, n. 1560 - † 1608)
- Felice De Vecchi, pittore, viaggiatore e patriota italiano (Milano, n. 1816 - Milano, † 1862)
- Felice Del Santo, pittore italiano (Skikda, n. 1864 - La Spezia, † 1934)
- Felice Ficherelli, pittore italiano (San Gimignano, n. 1605 - Firenze, † 1660)
- Felice Giani, pittore e decoratore italiano (San Sebastiano Curone, n. 1758 - Roma, † 1823)
- Felice Giordano, pittore italiano (Napoli, n. 1880 - Capri, † 1964)
- Francesco Guarini, pittore italiano (Solofra, n. 1611 - Gravina in Puglia, † 1651)
- Felice Guascone, pittore e incisore italiano (Genova, n. 1749 - Genova, † 1830)
- Felice Schiavoni, pittore italiano (Trieste, n. 1803 - Trieste, † 1881)
- Felice Scotto, pittore italiano
- Felice Torelli, pittore italiano (Verona, n. 1667 - Bologna, † 1748)
- Felice Truffa, pittore italiano (Candia Lomellina, n. 1872 - Candia Lomellina, † 1895)
- Felice Vezzani, pittore, decoratore e attivista italiano (Novellara, n. 1855 - Parigi, † 1930)
- Fra Felice da Sambuca, pittore e presbitero italiano (Sambuca di Sicilia, n. 1734 - Palermo, † 1805)

## Pittrici(1)
- Felice Antonia Miradori, pittrice italiana (Cremona, n. 1637)

## Poeti(2)
- Felice Bisazza, poeta e italianista italiano (Messina, n. 1809 - Messina, † 1867)
- Felice Mastroianni, poeta e saggista italiano (Platania, n. 1914 - Lamezia Terme, † 1982)

## Politici(28)
- Felice Amati, politico italiano (Roccasecca, n. 1762 - Napoli, † 1843)
- Felice Assanti Pepe, politico italiano (Squillace, n. 1825 - † 1891)
- Felice Assennato, politico italiano (Brindisi, n. 1868 - Bari, † 1957)
- Felice Bacci, politico italiano (Bagno a Ripoli, n. 1877 - Firenze, † 1937)
- Felice Baciocchi, politico e generale italiano (Aiaccio, n. 1762 - Bologna, † 1841)
- Felice Belisario, politico italiano (Lecce, n. 1949)
- Felice Bennati, politico e patriota italiano (Pirano, n. 1856 - Capodistria, † 1924)
- Felice Bernasconi, politico e imprenditore italiano (Como, n. 1927 - Como, † 2008)
- Felice Borgoglio, politico italiano (Alessandria, n. 1941)
- Felice Brancacci, politico italiano (n. 1382)
- Felice Calcaterra, politico italiano (Cuggiono, n. 1929 - Inveruno, † 2015)
- Felice Cavallotti, politico, poeta e drammaturgo italiano (Milano, n. 1842 - Roma, † 1898)
- Felice Maurizio D'Ettore, politico italiano (Napoli, n. 1960 - Locri, † 2024)
- Felice Felicioni, politico italiano (Tuoro sul Trasimeno, n. 1898 - Perugia, † 1982)
- Felice Garelli, politico italiano (Mondovì, n. 1831 - Sanremo, † 1903)
- Dino Giacobbe, politico, partigiano e ingegnere italiano (Dorgali, n. 1896 - Cagliari, † 1984)
- Felice Iossa, politico italiano (Pomigliano d'Arco, n. 1949)
- Felice Lovera, politico italiano (Valdieri, n. 1901 - Udine, † 1957)
- Felice Manfredi, politico italiano (Milano, n. 1819 - Angera, † 1895)
- Felice Mariani, politico e ex judoka italiano (Roma, n. 1954)
- Felice Merlo, politico italiano (Fossano, n. 1792 - Torino, † 1849)
- Felice Mignone, politico e avvocato italiano (Alessandria, n. 1881 - † 1964)
- Felice Platone, politico, partigiano e avvocato italiano (Rignano Flaminio, n. 1896 - Asti, † 1962)
- Felice Salivetto, politico italiano (Roma, n. 1916 - Roma, † 1989)
- Felice Spadaccini, politico italiano (Gissi, n. 1921 - Chieti, † 2005)
- Felice Trabacchi, politico italiano (Piacenza, n. 1922 - Piacenza, † 2008)
- Felice Vischioni, politico italiano (Desenzano del Garda, n. 1898 - † 1992)
- Felice Žiža, politico sloveno (Pola, n. 1963)

## Poliziotti(2)
- Felice Maritano, carabiniere italiano (Giaveno, n. 1919 - Mediglia, † 1974)
- Felice Pinna, poliziotto italiano (Masullas, n. 1819 - Masullas, † 1890)

## Presbiteri(4)
- Felice Maria Cappello, presbitero italiano (Caviola, n. 1879 - Roma, † 1962)
- Felice Contelori, presbitero, storico e bibliotecario italiano (Cesi, n. 1588 - Cesi, † 1652)
- Felice Lattuada, presbitero, politico e scrittore italiano (Milano, n. 1750 - Lione, † 1817)
- Felice Menghini, presbitero, poeta e scrittore svizzero (Poschiavo, n. 1909 - Poschiavo, † 1947)

## Principi(2)
- Felice di Borbone-Parma, principe spagnolo (Schwarzau am Steinfeld, n. 1893 - Fischbach, † 1970)
- Felice d'Asburgo-Lorena, principe austriaco (Vienna, n. 1916 - Città del Messico, † 2011)

## Produttori cinematografici(1)
- Felice Zappulla, produttore cinematografico e sceneggiatore italiano (Catania, n. 1914 - Roma, † 1983)

## Produttori discografici(1)
- Happy Ruggiero, produttore discografico, compositore e cantante italiano (Torino, n. 1938 - Asti, † 2022)

## Registi(1)
- Felice Farina, regista e sceneggiatore italiano (Roma, n. 1954 - Roma, † 2023)

## Religiosi(5)
- Felice di Valois, religioso francese (Amiens, n. 1127 - Cerfroid, † 1212)
- Felice da Cantalice, religioso e santo italiano (Cantalice, n. 1515 - Roma, † 1587)
- Felice da Corsano, religioso italiano (Corsano - † 1526)
- Felice Tantardini, religioso italiano (Introbio, n. 1898 - Taunggyi, † 1991)
- Felice da Mareto, religioso italiano (Mareto, n. 1909 - Parma, † 1980)

## Saggisti(1)
- Felice Accame, saggista italiano (Varese, n. 1945)

## Santi(4)
- Felice di Nola, santo romano (Nola - Nola, † 313)
- Felice di Nola, santo e vescovo romano (Nola - Nola, † 95)
- San Felice eremita, santo portoghese (Portogallo - Portogallo)
- Felice di Roma, santo romano

## Sciatori alpini(1)
- Felice De Nicolò, sciatore alpino italiano (Selva di Val Gardena, n. 1942 - Bolzano, † 2023)

## Scrittori(6)
- Felice Bellotti, scrittore, poeta e traduttore italiano (Milano, n. 1786 - Milano, † 1858)
- Felice Del Vecchio, scrittore e saggista italiano (Castiglione Messer Marino, n. 1929 - Milano, † 2024)
- Felice Filippini, scrittore, pittore e traduttore svizzero (Arbedo-Castione, n. 1917 - Muzzano, † 1988)
- Felice Piemontese, scrittore, giornalista e poeta italiano (Monte Sant'Angelo, n. 1942)
- Felice Scifoni, scrittore, patriota e notaio italiano (Roma, n. 1802 - Roma, † 1883)
- Felice Venosta, scrittore italiano (n. 1828 - † 1889)

## Scultori(6)
- Felicetto Giuliante, scultore italiano (Pennapiedimonte, n. 1885 - Chieti, † 1961)
- Felice Mattioli, scultore italiano (Crevalcore, n. 1921 - Bologna, † 2005)
- Felice Mina, scultore e medaglista italiano (Cagno, n. 1912 - Cantello, † 1976)
- Felice Palma, scultore italiano (Massa, n. 1583 - Massa, † 1625)
- Felice Tosalli, scultore e litografo italiano (Torino, n. 1883 - Torino, † 1958)
- Felice Vatteroni, scultore italiano (Marina di Carrara, n. 1908 - Carrara, † 1993)

## Storici(3)
- Felice Calvi, storico e scrittore italiano (Milano, n. 1822 - Milano, † 1901)
- Felice Daneo, storico italiano (San Damiano d'Asti, n. 1825 - Cuneo, † 1890)
- Felice Momigliano, storico e scrittore italiano (Mondovì, n. 1866 - Roma, † 1924)

## Storici dell'arte(1)
- Felice Cesarino, storico dell'arte e scrittore italiano (Sapri, n. 1939 - Sapri, † 2025)

## Traduttori(1)
- Felice Martini, traduttore e saggista italiano (Parma, n. 1852 - † 1931)

## Umanisti(2)
- Felice Feliciano, umanista italiano (Verona, n. 1433 - Roma, † 1479)
- Felice Figliucci, umanista, filosofo e teologo italiano (Siena, n. 1518 - Firenze, † 1595)

## Vescovi(13)
- Felice, vescovo italiano
- Felice di Urgell, vescovo spagnolo (Lione, † 818)
- Felice di Como, vescovo e santo romano (Como, † 391)
- Felice di Luni, vescovo italiano
- Felice, vescovo italiano
- Felice di Dunwich, vescovo britannico (Borgogna - Dunwich, † 647)
- Felice di Massa Martana, vescovo romano (Massa Martana - Massa Martana)
- Felice di Thibiuca, vescovo romano (Cartagine, † 303)
- Felice, vescovo italiano
- Felice II di Metz, vescovo franco (Metz, † 707)
- Felice di Genova, vescovo italiano
- Felice di Bisanzio, vescovo romano († 141)
- Felice I di Metz, vescovo franco

## Vescovi ariani(1)
- Felice II, vescovo ariano romano (Roma - Ceri, † 365)

## Vescovi cattolici(7)
- Felice Bonomini, vescovo cattolico italiano (Mocasina, n. 1895 - Como, † 1974)
- Felice Cantimorri, vescovo cattolico italiano (Russi, n. 1811 - Mugnano in Teverina, † 1870)
- Felice Crova, vescovo cattolico italiano (Moncalvo, † 1645)
- Felice Greco, vescovo cattolico italiano (Catanzaro, n. 1775 - San Marco Argentano, † 1840)
- Felice Leonardo, vescovo cattolico italiano (Pietramelara, n. 1915 - Roccamonfina, † 2015)
- Felice Tamburelli, vescovo cattolico italiano (San Ginesio, n. 1590 - Napoli, † 1656)
- Felice di Molfetta, vescovo cattolico italiano (Terlizzi, n. 1940)

## Veterinari(1)
- Felice Cinotti, veterinario e fotografo italiano (Montescudaio, n. 1878 - Montescudaio, † 1978)

## Violinisti(2)
- Felice Giardini, violinista e compositore italiano (Torino, n. 1716 - Mosca, † 1796)
- Felice Alessandro Radicati, violinista e compositore italiano (Torino, n. 1775 - Bologna, † 1820)

## Senza attività specificata(6)
- Felice Bauer, prussiana (Neustadt in Oberschlesien, n. 1887 - Rye, † 1960)
- Felice Bizzozero, italiano (n. 1799 - † 1877)
- Felice d'Aquitania, duca
- Felice e Costanza, romana (Nuceria Alfaterna - Nuceria Alfaterna, † 68)
- Felice Pedroni, italiano (Fanano, n. 1858 - Fairbanks, † 1910)
- Felice Salimbeni, cantante castrato italiano (Milano - Nauporto, † 1755)